# Raul Pangalangan
Raul C. Pangalangan (Manilla, 1 september 1958) is een Filipijns jurist en onderwijsbestuurder.

## Biografie
Raul Pangalangan werd geboren op 1 september 1958. Hij studeerde aan de University of the Philippines. In 1978 behaalde hij cum laude een Bachelor of Arts-diploma politieke wetenschappen. In 1983 voltooide Pangalangan een bachelor-opleiding rechten. Nadien studeerde hij verder in het buitenland. In juli 1986 behaalde hij een master diploma rechten aan Harvard. In 1987 studeerde hij korte tijd aan de Haagsche Academie voor Internationaal Recht voor hij begon aan een doctoraalstudie aan Harvard die hij in 1990 afrondde.
Vanaf 1984 werkte Pangalangan voor de University of the Philippines. Hij begon als universitair docent in 1984 en was vanaf 1990 universitair hoofddocent . In 2000 werd hij aangesteld als professor. Naast zijn werk als docent en professor was hij ook actief als advocaat. In 2006 was Van 1999 tot 2005 was Pangalangan bovendien decaan van de rechtenfaculteit. In 1998 was hij Filipijns delegatielid op de Conferentie in Rome waar in 1998 het Internationaal Strafhof opgericht.
In 2006 was Pangalangan de belangrijkste advocaat in een zaak die voorkwam bij het Hooggerechtshof van de Filipijnen waarin met succes protest werd aangetekend tegen illegale arrestaties tijdens de periode dat de noodtoestand was uitgeroepen door president Gloria Macapagal-Arroyo. Pangalangan behoorde diverse keren tot de shortlist van kandidaten die in aanmerking kwamen voor een benoeming tot rechter van het Hooggerechtshof van de Filipijnen, maar werd niet benoemd. Ook was hij in 2012 een van de kandidaten om opperrechter Renato Corona op te volgen, nadat hij uit zijn ambt gezet was.
In juni 2015 werd Pangalangan gekozen tot rechter van het Internationaal Strafhof in Den Haag. Hij was voor deze positie voorgedragen door de Filipijnse regering als vervanger van senator Miriam Defensor-Santiago. Defensor-Santiago werd in 2011 gekozen tot rechter van het Strafhof, maar had deze positie nog niet ingenomen wegens gezondheidsproblemen. In juni 2014 besloot ze definitief afstand te nemen, waardoor er een plek vrijkwam.
Pangalangan trouwde in 1984 met Elizabeth Aguiling, net als haar man professor aan de rechtenfaculteit van de University of the Philippines. Met haar kreeg hij vier zonen.